# Into the Macabre
Into the Macabre è il primo album del gruppo thrash metal italiano Necrodeath, pubblicato nel 1987.

## Brani
1. ...Agony / The Flag of the Inverted Cross  - 3:36
2. At the Mountains of Madness - 4:28
3. Sauthenerom - 4:07
4. Mater Tenebrarum - 4:32
5. Necrosadist - 3:47
6. Internal Decay - 4:23
7. Graveyard of the Innocents - 3:35
8. The Undead / Agony (Reprise) - 4:43

## Formazione
- Ingo - voce
- Peso - batteria
- Claudio - chitarra
- Paolo - basso